# Evan Ferguson
Evan Joe Ferguson (Bettystown, 19 ottobre 2004) è un calciatore irlandese, attaccante della Roma, in prestito dal Brighton, e della nazionale irlandese.

## Caratteristiche tecniche
È una prima punta che abbina una forte fisicità ad un notevole dinamismo nell'attaccare la profondità e dotata di un ottimo fiuto del gol, grazie anche ad una buona tecnica di tiro dalla media distanza.
Nell'ottobre del 2023, è stato incluso nella lista dei 25 finalisti del premio European Golden Boy, assegnato dal quotidiano Tuttosport al miglior giocatore Under-21 militante in un campionato europeo.

## Carriera

### Club

#### Giovanili nel Bohemians
Calcisticamente cresciuto nel settore giovanile del Bohemians, debutta in prima squadra il 20 settembre 2020, in occasione dell'incontro di Premier Division pareggiato per 0-0 contro il Derry City a soli quattordici anni.

#### Brighton
Il 13 luglio 2021 viene acquistato dal Brighton, con cui esordisce il 24 agosto contro il Cardiff City in Carabao Cup. L'8 gennaio 2022 fa il suo esordio in FA Cup, in occasione del match valido per il terzo turno contro il West Bromwich. Il 19 febbraio 2022 debutta anche in Premier League, disputando l'incontro perso per 0-3 contro il Burnley.
Il 24 agosto 2022 mette a segno la sua prima rete con i Seagulls, in occasione di una gara contro il Forest Green vinta per 3-0 valida per il secondo turno di Carabao Cup. Il 19 ottobre successivo viene promosso definitivamente in prima squadra, firmando un contratto quadriennale. Il 31 dicembre 2022 mette a segno la sua prima rete tra i professionisti, nell'incontro perso per 2-4 contro l'Arsenal; con questa rete, è divenuto il più giovane marcatore nella storia del Brighton. Il 3 gennaio 2023 va nuovamente a segno, nella vittoria esterna contro l'Everton. Il 25 aprile seguente firma un nuovo contratto con il club, valido fino al 2028. Termina la sua seconda annata con un totale di 25 presenze e 10 reti.
Inizia la stagione 2023-2024 segnando una rete ai danni del neopromosso Luton Town al minuto 95 di una vittoria 4-1. Il 2 settembre 2023 realizza la sua prima tripletta in carriera, nella vittoria per 3-1 contro il Newcastle. Grazie a ciò, è divenuto il primo giocatore all'età di 18 anni a segnare una tripletta dopo Michael Owen, Robbie Fowler e Chris Bart-Williams. Insieme a Cesc Fàbregas è stato l'unico giocatore non inglese ad aver segnato almeno 10 gol in Premier League a diciotto anni o meno. Il 10 novembre ha rinnovato il proprio contratto con i Seagulls fino al 2029. Il giocatore termina anzitempo la stagione a causa di un infortunio alla caviglia, collezionando un totale di 36 presenze e 6 marcature.
Ferguson ha fatto il proprio ritorno in campo dopo sei mesi il 14 settembre 2024, nel pareggio a reti bianche contro il neopromosso Ipswich Town. Il 26 ottobre torna al gol, nel match pareggiato contro il Wolverhampton.

#### Prestiti a West Ham e Roma
Il 3 febbraio 2025 viene ceduto in prestito al West Ham Utd fino al termine della stagione, ritrovando così il suo ex allenatore Graham Potter. Ha fatto il proprio debutto con la maglia degli Hammers il 15 febbraio 2025, subentrando dalla panchina nel secondo tempo della sconfitta casalinga contro il Brentford. L'irlandese ha concluso la propria esperienza londinese con solo 8 presenze all'attivo senza mai andare a segno, deludendo le aspettative.
Il 23 luglio 2025 viene ceduto nuovamente in prestito, questa volta alla Roma, in Serie A, con diritto di riscatto fissato a 35 milioni di euro, divenendo il primo irlandese di sempre a giocare nella squadra della capitale.

### Nazionale
Ha giocato nelle nazionali giovanili irlandesi Under-15, Under-16, Under-17 ed Under-21.
Il 17 novembre 2022 esordisce con la nazionale irlandese, in un'amichevole persa per 1-2 contro la Norvegia.
Il 22 marzo 2023, in occasione di un'amichevole vinta per 3-2 contro la Lettonia, realizza la sua prima rete in nazionale.

## Statistiche

### Presenze e reti nei club
Statistiche aggiornate al 7 luglio 2025.
| Stagione        | Squadra         | Campionato      | Campionato | Campionato | Coppe nazionali | Coppe nazionali | Coppe nazionali | Coppe continentali | Coppe continentali | Coppe continentali | Altre coppe | Altre coppe | Altre coppe | Totale | Totale | Totale |
| Stagione        | Squadra         | Comp            | Pres       | Reti       | Comp            | Pres            | Reti            | Comp               | Pres               | Reti               | Comp        | Pres        | Reti        | Pres   | Reti   |        |
| --------------- | --------------- | --------------- | ---------- | ---------- | --------------- | --------------- | --------------- | ------------------ | ------------------ | ------------------ | ----------- | ----------- | ----------- | ------ | ------ | ------ |
| 2020-2021       | Bohemians       | PD              | 3          | 0          | FACup+CdL       | 1+0             | 0+0             | UEL                | 0                  | 0                  | -           | -           | -           | 4      | 0      |        |
| 2021-2022       | Brighton        | PL              | 1          | 0          | FACup+CdL       | 2+1             | 0+0             | -                  | -                  | -                  | -           | -           | -           | 4      | 0      |        |
| 2022-2023       | Brighton        | PL              | 19         | 6          | FACup+CdL       | 4+2             | 3+1             | -                  | -                  | -                  | -           | -           | -           | 25     | 10     |        |
| 2023-2024       | Brighton        | PL              | 27         | 6          | FACup+CdL       | 2+0             | 0+0             | UEL                | 7                  | 0                  | -           | -           | -           | 36     | 6      |        |
| 2024-feb. 2025  | Brighton        | PL              | 13         | 1          | FACup+CdL       | 0+2             | 0+0             | -                  | -                  | -                  | -           | -           | -           | 15     | 1      |        |
| Totale Brighton | Totale Brighton | Totale Brighton | 60         | 13         |                 | 13              | 4               |                    | 7                  | 0                  |             | -           | -           | 80     | 17     |        |
| feb.-giu. 2025  | West Ham Utd    | PL              | 8          | 0          | FACup+CdL       | -               | -               | -                  | -                  | -                  | -           | -           | -           | 8      | 0      |        |
| 2025-2026       | Roma            | A               | -          | -          | CI              | -               | -               | UEL                | -                  | -                  | -           | -           | -           | -      | -      |        |
| Totale carriera | Totale carriera | Totale carriera | 71         | 13         |                 | 14              | 4               |                    | 7                  | 0                  |             | -           | -           | 92     | 17     |        |

### Presenze e reti in nazionale
| Cronologia completa delle presenze e delle reti in nazionale ― Irlanda | Cronologia completa delle presenze e delle reti in nazionale ― Irlanda | Cronologia completa delle presenze e delle reti in nazionale ― Irlanda | Cronologia completa delle presenze e delle reti in nazionale ― Irlanda | Cronologia completa delle presenze e delle reti in nazionale ― Irlanda | Cronologia completa delle presenze e delle reti in nazionale ― Irlanda | Cronologia completa delle presenze e delle reti in nazionale ― Irlanda | Cronologia completa delle presenze e delle reti in nazionale ― Irlanda |
| Data                                                                   | Città                                                                  | In casa                                                                | Risultato                                                              | Ospiti                                                                 | Competizione                                                           | Reti                                                                   | Note                                                                   |
| ---------------------------------------------------------------------- | ---------------------------------------------------------------------- | ---------------------------------------------------------------------- | ---------------------------------------------------------------------- | ---------------------------------------------------------------------- | ---------------------------------------------------------------------- | ---------------------------------------------------------------------- | ---------------------------------------------------------------------- |
| 17-11-2022                                                             | Dublino                                                                | Irlanda                                                                | 1 – 2                                                                  | Norvegia                                                               | Amichevole                                                             | -                                                                      | 89’                                                                    |
| 20-11-2022                                                             | Ta' Qali                                                               | Malta                                                                  | 0 – 1                                                                  | Irlanda                                                                | Amichevole                                                             | -                                                                      | 77’                                                                    |
| 22-3-2023                                                              | Dublino                                                                | Irlanda                                                                | 3 – 2                                                                  | Lettonia                                                               | Amichevole                                                             | 1                                                                      | 73’                                                                    |
| 27-3-2023                                                              | Dublino                                                                | Irlanda                                                                | 0 – 1                                                                  | Francia                                                                | Qual. Euro 2024                                                        | -                                                                      | 65’                                                                    |
| 16-6-2023                                                              | Atene                                                                  | Grecia                                                                 | 2 – 1                                                                  | Irlanda                                                                | Qual. Euro 2024                                                        | -                                                                      |                                                                        |
| 19-6-2023                                                              | Dublino                                                                | Irlanda                                                                | 3 – 0                                                                  | Gibilterra                                                             | Qual. Euro 2024                                                        | 1                                                                      | 84’                                                                    |
| 13-10-2023                                                             | Dublino                                                                | Irlanda                                                                | 0 – 2                                                                  | Grecia                                                                 | Qual. Euro 2024                                                        | -                                                                      |                                                                        |
| 16-10-2023                                                             | Faro                                                                   | Gibilterra                                                             | 0 – 4                                                                  | Irlanda                                                                | Qual. Euro 2024                                                        | 1                                                                      | 66’                                                                    |
| 18-11-2023                                                             | Amsterdam                                                              | Paesi Bassi                                                            | 1 – 0                                                                  | Irlanda                                                                | Qual. Euro 2024                                                        | -                                                                      | 55’                                                                    |
| 21-11-2023                                                             | Dublino                                                                | Irlanda                                                                | 1 – 1                                                                  | Nuova Zelanda                                                          | Amichevole                                                             | -                                                                      | 66’                                                                    |
| 23-3-2024                                                              | Dublino                                                                | Irlanda                                                                | 0 – 0                                                                  | Belgio                                                                 | Amichevole                                                             | -                                                                      | 70’                                                                    |
| 26-3-2024                                                              | Dublino                                                                | Irlanda                                                                | 0 – 1                                                                  | Svizzera                                                               | Amichevole                                                             | -                                                                      |                                                                        |
| 7-9-2024                                                               | Dublino                                                                | Irlanda                                                                | 0 – 2                                                                  | Inghilterra                                                            | UEFA Nations League 2024-2025 - 1º turno                               | -                                                                      | 82’                                                                    |
| 10-9-2024                                                              | Dublino                                                                | Irlanda                                                                | 0 – 2                                                                  | Grecia                                                                 | UEFA Nations League 2024-2025 - 1º turno                               | -                                                                      | 63’                                                                    |
| 10-10-2024                                                             | Helsinki                                                               | Finlandia                                                              | 1 – 2                                                                  | Irlanda                                                                | UEFA Nations League 2024-2025 - 1º turno                               | -                                                                      | 71’                                                                    |
| 13-10-2024                                                             | Atene                                                                  | Grecia                                                                 | 2 – 0                                                                  | Irlanda                                                                | UEFA Nations League 2024-2025 - 1º turno                               | -                                                                      | 57’                                                                    |
| 14-11-2024                                                             | Dublino                                                                | Irlanda                                                                | 1 – 0                                                                  | Finlandia                                                              | UEFA Nations League 2024-2025 - 1º turno                               | 1                                                                      | 76’                                                                    |
| 17-11-2024                                                             | Londra                                                                 | Inghilterra                                                            | 5 – 0                                                                  | Irlanda                                                                | UEFA Nations League 2024-2025 - 1º turno                               | -                                                                      | 67’                                                                    |
| 20-3-2025                                                              | Plovdiv                                                                | Bulgaria                                                               | 1 – 2                                                                  | Irlanda                                                                | UEFA Nations League 2024-2025 - Play-off                               | -                                                                      | 76’                                                                    |
| 23-3-2025                                                              | Dublino                                                                | Irlanda                                                                | 2 – 1                                                                  | Bulgaria                                                               | UEFA Nations League 2024-2025 - Play-off                               | 1                                                                      | 74’                                                                    |
| 6-6-2025                                                               | Dublino                                                                | Irlanda                                                                | 1 – 1                                                                  | Senegal                                                                | Amichevole                                                             | -                                                                      | 58’                                                                    |
| 10-6-2025                                                              | Lussemburgo                                                            | Lussemburgo                                                            | 0 – 0                                                                  | Irlanda                                                                | Amichevole                                                             | -                                                                      | 55’ 76’                                                                |
| Totale                                                                 |                                                                        | Presenze                                                               | 22                                                                     |                                                                        | Reti                                                                   | 5                                                                      |                                                                        |

| Cronologia completa delle presenze e delle reti in nazionale ― Irlanda under 21 | Cronologia completa delle presenze e delle reti in nazionale ― Irlanda under 21 | Cronologia completa delle presenze e delle reti in nazionale ― Irlanda under 21 | Cronologia completa delle presenze e delle reti in nazionale ― Irlanda under 21 | Cronologia completa delle presenze e delle reti in nazionale ― Irlanda under 21 | Cronologia completa delle presenze e delle reti in nazionale ― Irlanda under 21 | Cronologia completa delle presenze e delle reti in nazionale ― Irlanda under 21 | Cronologia completa delle presenze e delle reti in nazionale ― Irlanda under 21 |
| Data                                                                            | Città                                                                           | In casa                                                                         | Risultato                                                                       | Ospiti                                                                          | Competizione                                                                    | Reti                                                                            | Note                                                                            |
| ------------------------------------------------------------------------------- | ------------------------------------------------------------------------------- | ------------------------------------------------------------------------------- | ------------------------------------------------------------------------------- | ------------------------------------------------------------------------------- | ------------------------------------------------------------------------------- | ------------------------------------------------------------------------------- | ------------------------------------------------------------------------------- |
| 3-9-2021                                                                        | Zenica                                                                          | Bosnia ed Erzegovina under 21                                                   | 0 – 2                                                                           | Irlanda under 21                                                                | Qual. Europeo Under-21 2023                                                     | -                                                                               | 83’ 84’                                                                         |
| 7-9-2021                                                                        | Dudelange                                                                       | Lussemburgo under 21                                                            | 1 – 1                                                                           | Irlanda under 21                                                                | Qual. Europeo Under-21 2023                                                     | -                                                                               | 67’                                                                             |
| 8-10-2021                                                                       | Dublino                                                                         | Irlanda under 21                                                                | 2 – 0                                                                           | Lussemburgo under 21                                                            | Qual. Europeo Under-21 2023                                                     | -                                                                               | 69’                                                                             |
| 12-10-2021                                                                      | Podgorica                                                                       | Montenegro under 21                                                             | 2 – 1                                                                           | Irlanda under 21                                                                | Qual. Europeo Under-21 2023                                                     | -                                                                               | 60’                                                                             |
| 16-11-2021                                                                      | Dublino                                                                         | Irlanda under 21                                                                | 2 – 1                                                                           | Svezia under 21                                                                 | Qual. Europeo Under-21 2023                                                     | -                                                                               | 76’                                                                             |
| 3-6-2022                                                                        | Dublino                                                                         | Irlanda under 21                                                                | 3 – 0                                                                           | Bosnia ed Erzegovina under 21                                                   | Qual. Europeo Under-21 2023                                                     | -                                                                               | 63’                                                                             |
| 6-6-2022                                                                        | Dublino                                                                         | Irlanda under 21                                                                | 3 – 1                                                                           | Montenegro under 21                                                             | Qual. Europeo Under-21 2023                                                     | -                                                                               | 64’                                                                             |
| 14-6-2022                                                                       | Ascoli Piceno                                                                   | Italia under 21                                                                 | 4 – 1                                                                           | Irlanda under 21                                                                | Qual. Europeo Under-21 2023                                                     | -                                                                               | 74’                                                                             |
| 23-9-2022                                                                       | Dublino                                                                         | Irlanda under 21                                                                | 1 – 1                                                                           | Israele under 21                                                                | Qual. Europeo Under-21 2023                                                     | 1                                                                               | 79’                                                                             |
| 27-9-2022                                                                       | Tel Aviv                                                                        | Israele under 21                                                                | 0 – 0 dts (3 – 1 dtr)                                                           | Irlanda under 21                                                                | Qual. Europeo Under-21 2023                                                     | -                                                                               | 106’ 112’                                                                       |
| Totale                                                                          |                                                                                 | Presenze                                                                        | 10                                                                              |                                                                                 | Reti                                                                            | 1                                                                               |                                                                                 |